# James McFadden
James McFadden (Glasgow, 14 aprile 1983) è un allenatore di calcio ed ex calciatore scozzese, di ruolo attaccante.

## Carriera

### Club

#### Motherwell
Nato a Glasgow, McFadden cresce nelle giovanili del Motherwell, con cui debutta in prima squadra a 17 anni, nel 2000. Nella stagione 2002-2003 mette in mostra le sue qualità, siglando 19 reti in 34 partite di campionato, venendo nominato Miglior giovane dell'anno della Scottish Premier League. Il giovane talento scozzese viene comunque criticato per eccessiva irruenza e mancanza di disciplina, dato che verrà sanzionato con 15 cartellini gialli ed un'espulsione nel corso del campionato.

#### Everton
Nel settembre 2003 il club di Premier League dell'Everton lo acquista per £1,25 milioni. Il 21 settembre 2003 debutta con la maglia dei Toffees nel match perso 0-1 in casa del Middlesbrough. Il club conclude il campionato in modo rovinoso (quattro sconfitte di fila), giungendo a sei punti in più dal Leicester terz'ultimo.
Il 1º gennaio 2005 segna la sua prima rete con l'Everton nella partita di campionato persa 2-5 contro il Tottenham a White Hart Lane. A fine stagione raggiunge la qualificazione al terzo turno preliminare della Champions League 2005-2006.
La stagione 2005-2006 si rivela la più prolifica per McFadden a Liverpool (6 gol in 32 match di Premier), anche se la squadra non riesce a qualificarsi ad una competizione europea. L'11 marzo 2006 l'attaccante scozzese realizza una pregevole rete al volo da 30 metri, nella vittoria per 3-1 contro il Fulham.
Nel 2006-2007, con l'arrivo del bomber Andy Johnson, lo scozzese si ritaglia poco spazio in squadra, tanto che realizza nella prima metà di stagione soltanto due gol. Il 24 gennaio 2007 si infortuna al quinto metatarso durante un allenamento, rimanendo indisponibile per quasi tre mesi. Appena ripresosi dall'infortunio, il 15 aprile segna subito il gol della vittoria negli ultimi minuti della partita vinta 2-1 contro il Charlton, con un'altra rete spettacolare al volo. A fine anno l'Everton arriva sesto e ritorna in Europa, qualificandosi in Coppa UEFA.

#### Birmingham City
Dopo una prima metà di stagione all'Everton, il 18 gennaio 2008 McFadden passa al Birmingham City, sottoscrivendo un contratto triennale. Il primo gol di McFadden è arrivato alla sua quarta presenze col nuovo club, trasformando un calcio di rigore contro il West Ham ad Upton Park, dopo aver subito fallo da Lucas Neill. Retrocede in Championship a fine campionato ma nella stagione 2008-2009 è protagonista della pronta risalita del club in Premier.
Nel settembre 2010 subisce un infortunio al legamento crociato anteriore. Nel marzo 2011 torna ad allenarsi ma subisce una ricaduta che lo costringe a saltare l'intera annata 2010-11. A fine stagione vince la Coppa di Lega, mentre in Premier retrocede in seconda divisione. Terminato il contratto e non trovando un accordo col club di Birmingham, rimane svincolato dal 30 giugno 2011.

#### Ritorno all'Everton
Nonostante si continui ad allenare col Birmingham City da svincolato, il 17 ottobre 2011 lo scozzese decide di tornare all'Everton, giocando il giorno dopo una partita con la squadra riserve dei Toffees, a 13 mesi dall'infortunio al ginocchio. Il 5 novembre 2011 disputa una partita della prima squadra, entrando nel corso del match perso 1-2 in casa del Newcastle.

#### Sunderland
Il 26 ottobre 2012 firma un contratto trimestrale col Sunderland. Il 15 dicembre debutta all'Old Trafford contro il Manchester United (vittoria dei Red Devils per 3-1).

#### Ritorno al Motherwell
Scaduto il contratto col Sunderland, il 18 febbraio 2013 si aggrega nuovamente al Motherwell, squadra che lo ha lanciato tra i professionisti. Il 15 marzo 2013 segna la sua prima rete dal ritorno al Well nell'incontro vinto 4-1 a Fir Park contro l'Hibernian.
Il 19 luglio 2013 firma col club un contratto per un altro anno. Dopo essere stato vittima di un infortunio alla schiena, il 19 dicembre 2013 McFadden ritorna in campo e segna la prima rete in stagione contro il Partick Thistle (vittoria per 5-1). Al termine della stagione il Motherwell decide di non rinnovargli il contratto per timore che il giocatore incappi in altri infortuni.

#### St. Johnstone
Il 1º ottobre 2014 McFadden si aggrega al St. Johnstone per una sola stagione, esordendo tre giorni dopo nella sconfitta per 1-2 contro il St. Mirren. Il 22 novembre 2014 segna il suo primo e unico gol col club di Perth nell'incontro vinto 2-1 contro il Ross County.

#### Secondo ritorno al Motherwell e ritiro
Dopo aver lasciato Perth nel maggio 2015, a settembre dello stesso anno si allena nuovamente col Motherwell. Il 18 dicembre firma ancora col Well, facendo il suo terzo esordio col club il 9 gennaio 2016 in Coppa di Scozia contro il Cove Rangers (vittoria per 5-0). Il 20 maggio 2017 sigla la sua ultima rete col Motherwell nella partita persa 2-3 all'ultima giornata contro l'Inverness.
L'8 settembre 2017 intraprende un'ultima esperienza calcistica coi dilettanti del Queen of the South di Dumfries, prima di terminare la carriera nel 2018 a 35 anni.
Il 13 novembre 2019 viene annunciato il suo ingresso nella Hall of Fame del Motherwell FC.

### Nazionale
Il 20 maggio 2002 il CT Berti Vogts lo fa esordire diciannovenne con la maglia della nazionale scozzese nel match amichevole perso 0-2 contro il Sudafrica. In seguito alla partita, McFadden rimane ad Hong Kong (sede dell'incontro) per trascorrere una notte a bere alcool, perdendo il volo del giorno dopo con i compagni di squadra per tornare in Scozia. Il 15 novembre 2003 realizza la prima rete con la Tartan Army nello spareggio d'andata ad Euro 2004 vinto 1-0 contro l'Olanda ad Hampden Park.
Ha segnato un gol il 13 settembre 2007 nella vittoria contro la Francia per 1-0 in una partita valida per le qualificazioni agli Europei 2008. Tuttavia la Scozia non si qualificò alla competizione in quanto arrivò terza nel proprio girone alle spalle di Italia e Francia.
McFadden ha disputato la sua ultima partita in nazionale il 7 settembre 2010 contro il Liechtenstein (vittoria scozzese 2-1), partita valida per le qualificazioni ad Euro 2012.

## Statistiche

### Cronologia presenze e reti in nazionale
| Cronologia completa delle presenze e delle reti in nazionale ― Scozia | Cronologia completa delle presenze e delle reti in nazionale ― Scozia | Cronologia completa delle presenze e delle reti in nazionale ― Scozia | Cronologia completa delle presenze e delle reti in nazionale ― Scozia | Cronologia completa delle presenze e delle reti in nazionale ― Scozia | Cronologia completa delle presenze e delle reti in nazionale ― Scozia | Cronologia completa delle presenze e delle reti in nazionale ― Scozia | Cronologia completa delle presenze e delle reti in nazionale ― Scozia |
| Data                                                                  | Città                                                                 | In casa                                                               | Risultato                                                             | Ospiti                                                                | Competizione                                                          | Reti                                                                  | Note                                                                  |
| --------------------------------------------------------------------- | --------------------------------------------------------------------- | --------------------------------------------------------------------- | --------------------------------------------------------------------- | --------------------------------------------------------------------- | --------------------------------------------------------------------- | --------------------------------------------------------------------- | --------------------------------------------------------------------- |
| 20-5-2002                                                             | Hong Kong                                                             | Scozia                                                                | 0 – 2                                                                 | Sudafrica                                                             | Amichevole                                                            | -                                                                     | 60’                                                                   |
| 15-10-2002                                                            | Edimburgo                                                             | Scozia                                                                | 3 – 1                                                                 | Canada                                                                | Amichevole                                                            | -                                                                     | 81’                                                                   |
| 30-4-2003                                                             | Glasgow                                                               | Scozia                                                                | 0 – 2                                                                 | Austria                                                               | Amichevole                                                            | -                                                                     |                                                                       |
| 27-5-2003                                                             | Edimburgo                                                             | Scozia                                                                | 1 – 1                                                                 | Nuova Zelanda                                                         | Amichevole                                                            | -                                                                     |                                                                       |
| 6-9-2003                                                              | Glasgow                                                               | Scozia                                                                | 3 – 1                                                                 | Fær Øer                                                               | Qual. Euro 2004                                                       | 1                                                                     | 58’                                                                   |
| 10-9-2003                                                             | Dortmund                                                              | Germania                                                              | 2 – 1                                                                 | Scozia                                                                | Qual. Euro 2004                                                       | -                                                                     | 53’                                                                   |
| 11-10-2003                                                            | Glasgow                                                               | Scozia                                                                | 1 – 0                                                                 | Lituania                                                              | Qual. Euro 2004                                                       | -                                                                     | 89’                                                                   |
| 15-11-2003                                                            | Glasgow                                                               | Scozia                                                                | 1 – 0                                                                 | Paesi Bassi                                                           | Qual. Euro 2004                                                       | 1                                                                     | 26’ 89’                                                               |
| 19-11-2003                                                            | Amsterdam                                                             | Paesi Bassi                                                           | 6 – 0                                                                 | Scozia                                                                | Qual. Euro 2004                                                       | -                                                                     |                                                                       |
| 18-2-2004                                                             | Cardiff                                                               | Galles                                                                | 4 – 0                                                                 | Scozia                                                                | Amichevole                                                            | -                                                                     | 46’                                                                   |
| 31-3-2004                                                             | Glasgow                                                               | Scozia                                                                | 1 – 2                                                                 | Romania                                                               | Amichevole                                                            | 1                                                                     | 59’                                                                   |
| 28-4-2004                                                             | Copenaghen                                                            | Danimarca                                                             | 1 – 0                                                                 | Scozia                                                                | Amichevole                                                            | -                                                                     | 20’                                                                   |
| 27-5-2004                                                             | Tallinn                                                               | Estonia                                                               | 0 – 1                                                                 | Scozia                                                                | Amichevole                                                            | 1                                                                     | 89’                                                                   |
| 30-5-2004                                                             | Edimburgo                                                             | Scozia                                                                | 4 – 1                                                                 | Trinidad e Tobago                                                     | Amichevole                                                            | -                                                                     | 85’                                                                   |
| 18-8-2004                                                             | Glasgow                                                               | Scozia                                                                | 0 – 3                                                                 | Ungheria                                                              | Amichevole                                                            | -                                                                     |                                                                       |
| 3-9-2004                                                              | Valencia                                                              | Spagna                                                                | 1 – 1                                                                 | Scozia                                                                | Amichevole                                                            | -                                                                     | 46’                                                                   |
| 8-9-2004                                                              | Glasgow                                                               | Scozia                                                                | 0 – 0                                                                 | Slovenia                                                              | Qual. Mondiali 2006                                                   | -                                                                     | 39’                                                                   |
| 9-10-2004                                                             | Glasgow                                                               | Scozia                                                                | 0 – 1                                                                 | Norvegia                                                              | Qual. Mondiali 2006                                                   | -                                                                     | 53’                                                                   |
| 17-11-2004                                                            | Edimburgo                                                             | Scozia                                                                | 1 – 4                                                                 | Svezia                                                                | Amichevole                                                            | 1                                                                     |                                                                       |
| 4-6-2005                                                              | Glasgow                                                               | Scozia                                                                | 2 – 0                                                                 | Moldavia                                                              | Qual. Mondiali 2006                                                   | 1                                                                     | 74’                                                                   |
| 8-6-2005                                                              | Minsk                                                                 | Bielorussia                                                           | 0 – 0                                                                 | Scozia                                                                | Qual. Mondiali 2006                                                   | -                                                                     | 77’                                                                   |
| 7-9-2005                                                              | Oslo                                                                  | Norvegia                                                              | 1 – 2                                                                 | Scozia                                                                | Qual. Mondiali 2006                                                   | -                                                                     | 28’ 72’                                                               |
| 12-10-2005                                                            | Celje                                                                 | Slovenia                                                              | 0 – 3                                                                 | Scozia                                                                | Qual. Mondiali 2006                                                   | 1                                                                     |                                                                       |
| 12-11-2005                                                            | Glasgow                                                               | Scozia                                                                | 1 – 1                                                                 | Stati Uniti                                                           | Amichevole                                                            | -                                                                     | 64’                                                                   |
| 1-3-2006                                                              | Glasgow                                                               | Scozia                                                                | 1 – 3                                                                 | Svizzera                                                              | Amichevole                                                            | -                                                                     |                                                                       |
| 11-5-2006                                                             | Kobe                                                                  | Bulgaria                                                              | 1 – 5                                                                 | Scozia                                                                | Amichevole                                                            | 1                                                                     | 52’ 73’                                                               |
| 13-5-2006                                                             | Saitama                                                               | Giappone                                                              | 0 – 0                                                                 | Scozia                                                                | Amichevole                                                            | -                                                                     | 35’ 59’                                                               |
| 2-9-2006                                                              | Glasgow                                                               | Scozia                                                                | 6 – 0                                                                 | Fær Øer                                                               | Qual. Euro 2008                                                       | 1                                                                     |                                                                       |
| 6-9-2006                                                              | Kaunas                                                                | Lituania                                                              | 1 – 2                                                                 | Scozia                                                                | Qual. Euro 2008                                                       | -                                                                     | 21’                                                                   |
| 7-10-2006                                                             | Glasgow                                                               | Scozia                                                                | 1 – 0                                                                 | Francia                                                               | Qual. Euro 2008                                                       | -                                                                     | 29’ 73’                                                               |
| 11-10-2006                                                            | Kiev                                                                  | Ucraina                                                               | 2 – 0                                                                 | Scozia                                                                | Qual. Euro 2008                                                       | -                                                                     | 9’ 73’                                                                |
| 22-8-2007                                                             | Glasgow                                                               | Scozia                                                                | 1 – 0                                                                 | Sudafrica                                                             | Amichevole                                                            | -                                                                     | 46’                                                                   |
| 8-9-2007                                                              | Glasgow                                                               | Scozia                                                                | 3 – 1                                                                 | Lituania                                                              | Qual. Euro 2008                                                       | 1                                                                     | 69’                                                                   |
| 12-9-2007                                                             | Parigi                                                                | Francia                                                               | 0 – 1                                                                 | Scozia                                                                | Qual. Euro 2008                                                       | 1                                                                     | 76’                                                                   |
| 13-10-2007                                                            | Glasgow                                                               | Scozia                                                                | 3 – 1                                                                 | Ucraina                                                               | Qual. Euro 2008                                                       | 1                                                                     | 80’                                                                   |
| 17-10-2007                                                            | Tbilisi                                                               | Georgia                                                               | 2 – 0                                                                 | Scozia                                                                | Qual. Euro 2008                                                       | -                                                                     |                                                                       |
| 17-11-2007                                                            | Glasgow                                                               | Scozia                                                                | 1 – 2                                                                 | Italia                                                                | Qual. Euro 2008                                                       | -                                                                     |                                                                       |
| 20-8-2008                                                             | Glasgow                                                               | Scozia                                                                | 0 – 0                                                                 | Irlanda del Nord                                                      | Amichevole                                                            | -                                                                     |                                                                       |
| 6-9-2008                                                              | Skopje                                                                | Macedonia                                                             | 1 – 0                                                                 | Scozia                                                                | Qual. Mondiali 2010                                                   | -                                                                     | 71’                                                                   |
| 10-9-2008                                                             | Reykjavik                                                             | Islanda                                                               | 1 – 2                                                                 | Scozia                                                                | Qual. Mondiali 2010                                                   | -                                                                     | 81’                                                                   |
| 11-10-2008                                                            | Glasgow                                                               | Scozia                                                                | 0 – 0                                                                 | Norvegia                                                              | Qual. Mondiali 2010                                                   | -                                                                     | 57’                                                                   |
| 19-11-2008                                                            | Glasgow                                                               | Scozia                                                                | 0 – 1                                                                 | Argentina                                                             | Amichevole                                                            | -                                                                     | 59’                                                                   |
| 12-8-2009                                                             | Oslo                                                                  | Norvegia                                                              | 4 – 0                                                                 | Scozia                                                                | Qual. Mondiali 2010                                                   | -                                                                     | 48’                                                                   |
| 5-9-2009                                                              | Glasgow                                                               | Scozia                                                                | 2 – 0                                                                 | Macedonia                                                             | Qual. Mondiali 2010                                                   | 1                                                                     | 45’                                                                   |
| 14-11-2009                                                            | Cardiff                                                               | Galles                                                                | 3 – 0                                                                 | Scozia                                                                | Amichevole                                                            | -                                                                     |                                                                       |
| 11-8-2010                                                             | Solna                                                                 | Svezia                                                                | 3 – 0                                                                 | Scozia                                                                | Amichevole                                                            | -                                                                     |                                                                       |
| 3-9-2010                                                              | Kaunas                                                                | Lituania                                                              | 0 – 0                                                                 | Scozia                                                                | Qual. Euro 2012                                                       | -                                                                     | 69’                                                                   |
| 7-9-2010                                                              | Glasgow                                                               | Scozia                                                                | 2 – 1                                                                 | Liechtenstein                                                         | Qual. Euro 2012                                                       | -                                                                     | 46’                                                                   |
| Totale                                                                |                                                                       | Presenze                                                              | 48                                                                    |                                                                       | Reti                                                                  | 13                                                                    |                                                                       |

## Palmarès

### Club

#### Competizioni nazionali
- Coppa di Lega inglese: 1

Birmingham City: 2010-2011

### Individuale
- Miglior giovane dell'anno della SPFA: 1

2002-2003